# NGC 1036
NGC 1036 (другие обозначения — IC 1828, UGC 2160, MCG 3-7-41, MK 370, IRAS02376+1904, PGC 10127) — галактика в созвездии Овен.
Этот объект входит в число перечисленных в оригинальной редакции «Нового общего каталога».
В галактике автоматической системой Мастер наблюдалась активность, которая интерпретируется как возможная вспышка сверхновой.